# 神作光一
神作 光一（かんさく こういち、1931年10月4日 -  ）は、日本の歌人・国文学者。専門は平安朝文学。学位は、文学博士（東洋大学・論文博士・1979年）（学位論文「曽禰好忠集の研究」）。東洋大学名誉教授。元東洋大学学長。日本歌人クラブ名誉会長。短歌結社誌「花實」代表。市川市文化振興財団理事。

## 来歴
千葉県出身。1955年東洋大学文学部卒業。1961年同大学院文学研究科国文学専攻博士課程満期退学。1979年「曽禰好忠集の研究」で、東洋大学より文学博士の学位を取得。
同文学部助教授、教授、学長。2002年定年退任、名誉教授。
学長時代に現代学生百人一首を発起。2006年から2008年まで日本歌人クラブの第5代会長を務め、退任後名誉会長。2011年度春の叙勲にて瑞宝重光章受章。

## 著書
- 『曽禰好忠集の校本・続索引』笠間書院 1973
- 『曽禰好忠集の研究』笠間書院 1974
- 『冴え返る日 歌集』短歌新聞社　花實叢書 2001　のち文庫
- 『秋の信濃路 歌集』短歌新聞社　花實叢書 2002
- 『葛飾真間 神作光一歌集』短歌新聞社　新現代歌人叢書 2006
- 『去年(こぞ)の風花 神作光一歌集』角川書店 21世紀歌人シリーズ　2010
- 『カナダへの旅 神作光一百首歌 英・仏・独・中訳付き』郡山直英訳 朝比奈美知子仏訳 堀光男独訳 続三義中訳　朝日出版社　2011

### 共編
- 『日本文学案内 古典篇』村松友次共著　朝日出版社　世界文学シリーズ　1978
- 『源氏物語の鑑賞と基礎知識 桐壷』編　至文堂　1998
- 『中古文学研究』編　双文社出版　1999
- 『短歌青春 東洋大学『現代学生百人一首』批評集』大滝貞一共編　勉誠出版・勉誠新書　2001
- 『東洋大学の歌人』大滝貞一,高久茂,中根三枝子共編　勉誠出版　2005
- 『佐渡をうたう 鷲崎「鴬山荘文学碑林」』秋葉四郎,島崎榮一共編　竹林舎　2007
- 『羊のうた 半寿遍照 句集』倉橋羊村,豊長みのる共著　東京四季出版　四季新書　2013

### 校注
- 『曽禰好忠全集』編 古典文庫 1965-1966
- 『校注梁塵秘抄』小林芳規共編 武蔵野書院 1972
- 『梁塵秘抄総索引』小林芳規,王朝文学研究会共編 武蔵野書院 1972
- 『歌枕名寄』全8巻　吉田幸一,橘りつ共編 古典文庫 1974-76
- 『小倉山庄色紙和歌 百人一首古注』有吉保共校注 新典社 影印校注古典叢書 1975
- 『三巻本枕冊子抄』速水博司共編　笠間書院、1974
- 『曽禰好忠集全釈』島田良二共著　笠間書院　1975
- 香川景樹『百首異見』吉田幸一共編　古典文庫　1976
- 『続松葉集本文及び索引』村田秋男共編　笠間書院　笠間索引叢刊 1977
- 『松葉名所和歌集 本文及び索引』村田秋男共編　笠間書院　笠間索引叢刊 1977
- 『（源氏物語）紅葉賀・花宴・葵』遠藤和夫共校注　新典社　影印校注古典叢書 1988
- 『歌学書被注語索引 平安～鎌倉初』編　新典社索引叢書 1991
- 内海宗恵編纂 尾崎雅嘉増補『増補松葉名所和歌集 本文篇』千艘秋男共編　笠間書院　笠間叢書 1992
- 『新勅撰和歌集全釈』全8巻 長谷川哲夫共著　風間書房　1994－2008
- 『宇津保物語・俊蔭 全訳注』上坂信男共著　講談社学術文庫　1998
- 『八代集掛詞一覧』編　風間書房　2002